# Hibiscus okavangensis
Hibiscus okavangensis är en malvaväxtart som beskrevs av Arthur Wallis Exell. Hibiscus okavangensis ingår i Hibiskussläktet som ingår i familjen malvaväxter. Inga underarter finns listade i Catalogue of Life.